# Gabriel Villamíl
Gabriel Alejandro Villamíl Cortéz (ur. 28 czerwca 2001 w La Paz) – boliwijski piłkarz występujący na pozycji środkowego pomocnika, reprezentant Boliwii, od 2024 roku zawodnik ekwadorskiego LDU Quito.
Jego bracia Jaime Villamíl i Sergio Villamíl również są piłkarzami.